# Wells (Nevada)
Wells è una città degli Stati Uniti, situata nella Contea di Elko nello stato del Nevada. Nel censimento del 2000 la popolazione era di 1.346 abitanti. Appartiene all'area micropolitana di Elko.

## Storia
Il sito di Wells nacque con il nome di Humboldt Wells, lungo la strada che portava fino in California. L'insediamento conobbe un notevole sviluppo grazie al passaggio della First Transcontinental Railroad, della quale era una fermata per passeggeri. Il fiume Humboldt ha la propria sorgente non molto lontano da Wells, in una località chiamata oggi Humboldt Wells. Nel tardo Ottocento l'intera città di Humboldt Wells fu distrutta da un incendio, e come richiesta di aiuto alle città vicine venne inviato: "Wells sta bruciando". Da allora in poi la città prese il nome semplicemente di 'Wells'.
Il 21 febbraio 2008, un terremoto di magnitudo 6,0 ha colpito le vicinanze di Wells alle 6:16 di mattina. Poiché l'epicentro era a soli 9 km dal centro abitato, molte costruzioni sono rimaste danneggiate.

## Geografia fisica
Secondo i rilevamenti dell'United States Census Bureau, la località di Wells si estende su una superficie di 17,8 km², tutti occupati da terre.

## Popolazione
Secondo il censimento del 2000, a Wells vivevano 1.346 persone, ed erano presenti 352 gruppi familiari. La densità di popolazione era di 75,5 ab./km². Nel territorio comunale si trovavano 633 unità edificate. Per quanto riguarda la composizione etnica degli abitanti, l'80,24% era bianco, il 6,76% era nativo, lo 0,30% era asiatico e lo 0,15% proveniva dall'Oceano Pacifico. Il 9,06% della popolazione apparteneva ad altre razze e il 3,49% a più di una. La popolazione di ogni razza ispanica corrispondeva al 19,47% degli abitanti.
Per quanto riguarda la suddivisione della popolazione in fasce d'età, il 29,3% era al di sotto dei 18, il 7,6% fra i 18 e i 24, il 27,9% fra i 25 e i 44, il 25,0% fra i 45 e i 64, mentre infine il 10,3% era al di sopra dei 65 anni di età. L'età media della popolazione era di 36 anni. Per ogni 100 donne residenti vivevano 107,7 maschi.